# Ethniki Odos 65
Die Ethniki Odos 65 (griechisch Εθνική Οδός 65 ‚Nationalstraße 65‘) ist eine Straßenverbindung in Nord-Griechenland. Sie verbindet die Nationalstraße Ethniki Odos 2, von der sie nordwestlich von Thessaloniki abzweigt, und erreicht bei Neo Petritsi zusammen mit der Nationalstraße Ethniki Odos 63 die A 25 am Fluss Strymonas.

## Verlauf
Die Straße beginnt im Vorort Diavata von Thessaloniki und führt den Fluss Gallikos aufwärts. Dabei quert sie die Autobahn Aftokinitodromos 2 (ohne eigene Anschlussstelle, zu erreichen über die EO 2) und führt an Meseo vorbei und durch Petroto. Bei Nea Santa trifft sie auf die von Liti und von der Ethniki Odos 12 kommende Straße. Sie quert den Gallikos und die Bahnstrecke Thessaloniki–Alexandroupoli und umgeht die Stadt Kilkis in einigem Abstand im Westen. Sie setzt sich nach Norden weitgehend parallel zur Bahnstrecke nach Alexandroupoli fort und passiert in einigem Abstand den Dojransee, durch den die Grenze zu Nordmazedonien verläuft. Hier wendet sie sich in östliche Richtung und führt an Rodopoli vorbei und nördlich des Kerkini-Sees über Neo Petritsi zur teilweise durch die Autobahn Aftokinitodromos 25 ersetzte Straße Ethniki Odos 63 (Europastraße 79), die nach Norden zur Grenze zwischen Bulgarien und Griechenland führt.